# Оринџ (Вирџинија)
Оринџ (енгл. Orange) град је у америчкој савезној држави Вирџинија. По попису становништва из 2010. у њему је живело 4.721 становника.

## Демографија
Према попису становништва из 2010. у граду је живело 4.721 становника, што је 598 (14,5%) становника више него 2000. године.
| Група             | 2000.         | 2010.         |
| Белци             | 3.134 (76,0%) | 3.340 (70,7%) |
| Афроамериканци    | 864 (21,0%)   | 1.083 (22,9%) |
| Азијати           | 14 (0,3%)     | 16 (0,3%)     |
| Хиспаноамериканци | 70 (1,7%)     | 164 (3,5%)    |
| Укупно            | 4.123         | 4.721         |